# Persone di nome Giovanni/Presbiteri
| Questa pagina contiene informazioni ricavate automaticamente dalle voci biografiche con l'ausilio del template Bio e di un bot. L'aggiornamento è periodico e automatico e ricostruisce completamente la pagina. Se manca una persona in questa lista, sei pregato di non aggiungerla, ma accertati piuttosto che la sua voce biografica contenga il template Bio e che i dati anagrafici siano correttamente compilati. Se il template Bio manca, inseriscilo tu stesso o, in alternativa, metti l'avviso {{tmp\|Bio}} che ne segnala la mancanza. Se i dati riportati sono sbagliati, correggi direttamente la voce biografica; le modifiche saranno visibili in questa lista entro pochi giorni. Per chiarimenti vedi il progetto antroponimi. La lista contiene solo le 107 persone che sono citate nell'enciclopedia e per le quali è stato implementato correttamente il template Bio. Pagina aggiornata al 22 giu 2025. |

Questa è una lista di persone presenti nell'enciclopedia che hanno il nome Giovanni e sono presbiteri.

## A(2)
- Giovanni Battista Alfano, presbitero, vulcanologo e sismologo italiano (Napoli, n. 1878 - Napoli, † 1955)
- Giovanni Almond, presbitero inglese (Liverpool - Tyburn, † 1612)

## B(13)
- Gianni Baget Bozzo, presbitero, politico e scrittore italiano (Savona, n. 1925 - Genova, † 2009)
- Redento Baranzano, presbitero, astronomo e scrittore italiano (Serravalle Sesia, n. 1590 - Montargis, † 1622)
- Giovanni Barbareschi, presbitero, partigiano e antifascista italiano (Milano, n. 1922 - Milano, † 2018)
- Giovanni Beccaria, presbitero e docente svizzero (Locarno, n. 1508 - Chiavenna, † 1580)
- Giovanni e Pietro Becchetti, presbitero e beato italiano (Fabriano)
- Giovanni Battista Becchi, presbitero italiano (Savona, n. 1785 - † 1845)
- Giovanni Beltrame, presbitero, missionario e esploratore italiano (Valeggio sul Mincio, n. 1824 - Verona, † 1906)
- Giovanni Birelle, presbitero e monaco cristiano francese (Limoges - Grande Chartreuse, † 1361)
- Giovanni Maria Boccardo, presbitero italiano (Moncalieri, n. 1848 - Pancalieri, † 1913)
- Giovanni Giuseppe Bonzi, presbitero e teologo italiano (Genova, n. 1898 - Genova, † 1969)
- Giovanni Bosco, presbitero, pedagogo e educatore italiano (Castelnuovo d'Asti, n. 1815 - Torino, † 1888)
- Giovanni Bovara, presbitero e politico italiano (Malgrate, n. 1734 - Milano, † 1812)
- Giovanni Brevi, presbitero, missionario e militare italiano (Bagnatica, n. 1908 - Ronco Biellese, † 1998)

## C(13)
- Giovanni Calabria, presbitero italiano (Verona, n. 1873 - Verona, † 1954)
- Giovanni Girolamo Calepio, presbitero e saggista italiano (Bergamo, n. 1732 - Palosco, † 1810)
- Giovanni Melchiorre Calosso, presbitero italiano (Chieri, n. 1759 - Morialdo, † 1830)
- Giovanni Cappelletti, presbitero e scrittore italiano (Selva di Progno, n. 1921 - Negrar, † 1993)
- Giovanni Castrogiovanni, presbitero italiano (Vallelunga Pratameno, n. 1818 - Genova, † 1878)
- Giovanni Filippo Certani, presbitero italiano (n. 1645 - † 1717)
- Giovanni Chelli, presbitero e bibliotecario italiano (Siena, n. 1809 - Grosseto, † 1869)
- Giovanni Ciampoli, presbitero, poeta e umanista italiano (Firenze, n. 1589 - Jesi, † 1643)
- Giovanni Cocchi, presbitero italiano (Druento, n. 1813 - Torino, † 1895)
- Giovanni Colletto, presbitero e scrittore italiano (Corleone, n. 1881 - Corleone, † 1953)
- Francesco Conforti, presbitero, teologo e giurista italiano (Calvanico, n. 1743 - Napoli, † 1799)
- Giovanni Battista Cotta, presbitero e scrittore italiano (Tenda, n. 1668 - San Dalmazzo di Tenda, † 1738)
- Giovanni da Kęty, presbitero, fisico e teologo polacco (Kęty, n. 1390 - Cracovia, † 1473)

## D(10)
- Giovanni di Carignano, presbitero e cartografo italiano (Genova - Genova, † 1330)
- Giovanni De Donà, presbitero, patriota e letterato italiano (Lorenzago di Cadore, n. 1819 - Belluno, † 1890)
- Giovanni Bernardo De Rossi, presbitero, orientalista e bibliografo italiano (Sale Castelnuovo, n. 1742 - Parma, † 1831)
- Giovan Battista Di Menna, presbitero e predicatore italiano (Agnone, n. 1804)
- Giovanni Dore, presbitero, etnomusicologo e museologo italiano (Suni, n. 1930 - Alghero, † 2009)
- Giovanni Ducco, presbitero e vescovo cattolico italiano (Pontevico - Brescia, † 1496)
- Giovanni Díaz Nosti, presbitero spagnolo (Oviedo, n. 1880 - Barbastro, † 1936)
- Giovanni Domenico de Nigris, presbitero, naturalista e poeta italiano (Crotone - Crotone)
- Giovanni Battista de' Rossi, presbitero italiano (Voltaggio, n. 1698 - Roma, † 1764)
- Giovanni di San Tommaso, presbitero, filosofo e teologo portoghese (Lisbona, n. 1589 - Fraga, † 1644)

## F(4)
- Giovanni Fondelli, presbitero italiano (Figline Valdarno - Meleto Valdarno, † 1944)
- Giovanni Fornasini, presbitero italiano (Pianaccio, n. 1915 - San Martino di Caprara, † 1944)
- Giovanni Fortin, presbitero italiano (Monselice, n. 1909 - Padova, † 1985)
- Giovanni Antonio Fuccioli, presbitero italiano (Città di Castello, n. 1541 - Roma, † 1623)

## G(18)
- Giovanni Battista Gagliardo, presbitero e agronomo italiano (Taranto, n. 1758)
- Giovanni Genocchi, presbitero e missionario italiano (Ravenna, n. 1860 - Roma, † 1926)
- Giovanni Andrea Gilio, presbitero italiano (Fabriano - † 1584)
- Giovanni VIII, presbitero romano
- Giovanni della Croce, presbitero e santo spagnolo (Fontiveros, n. 1542 - Úbeda, † 1591)
- Giovanni d'Avila, presbitero e santo spagnolo (Almodóvar del Campo, n. 1499 - Montilla, † 1569)
- Giovanni de Matha, presbitero e santo francese (Faucon-de-Barcelonnette, n. 1154 - Roma, † 1213)
- Giovanni da Dukla, presbitero, religioso e santo polacco (Dukla, n. 1414 - Leopoli, † 1484)
- Giovanni da Triora, presbitero e missionario italiano (Molini, n. 1760 - Changsha, † 1816)
- Giovanni da Colonia, presbitero e santo tedesco (Colonia - Brielle, † 1572)
- Giovanni di Palomar, presbitero spagnolo (Barcellona)
- Giovanni da Parma, presbitero italiano (Calestano - Trento)
- Giovanni di Gesù e Maria, presbitero spagnolo (Errigoiti, n. 1895 - Mancha Real, † 1937)
- Giovanni Tappia, presbitero italiano
- Giovanni da Chio, presbitero italiano
- Giovanni da San Facondo, presbitero spagnolo (Sahagún, n. 1430 - Salamanca, † 1479)
- Giovanni Grioli, presbitero e patriota italiano (Mantova, n. 1821 - Mantova, † 1851)
- Giovanni Battista Guzzetti, presbitero e teologo italiano (Turate, n. 1912 - Milano, † 1996)

## H(1)
- Giovanni Battista Hodierna, presbitero, astronomo e architetto italiano (Ragusa, n. 1597 - Palma di Montechiaro, † 1660)

## I(1)
- Giovanni Inghirami, presbitero e astronomo italiano (Volterra, n. 1779 - Firenze, † 1851)

## K(1)
- Giovanni Krymi, presbitero, patriota e rivoluzionario italiano (Galati Tortorici, n. 1794 - Santa Teresa di Riva, † 1854)

## L(6)
- Giovanni Battista de La Salle, presbitero e pedagogista francese (Reims, n. 1651 - Rouen, † 1719)
- Giovanni Leonardi, presbitero e santo italiano (Diecimo di Borgo a Mozzano - Roma, † 1609)
- Giovanni Lerario, presbitero e pittore italiano (Roma, n. 1913 - Pescara, † 1973)
- John Lloyd, presbitero gallese (Brecknockshire, n. 1630 - Cardiff, † 1679)
- Giovanni Losi, presbitero e missionario italiano (Caselle Landi, n. 1838 - al-Ubayyid, † 1882)
- Giovanni Lovrovich, presbitero e storico italiano (Sebenico, n. 1915 - Albano Laziale, † 1998)

## M(8)
- Giovanni Mantese, presbitero e storico italiano (Monte di Malo, n. 1912 - Vicenza, † 1992)
- Giovanni Battista Manzella, presbitero e scrittore italiano (Soncino, n. 1855 - Sassari, † 1937)
- Giovanni Marinoni, presbitero italiano (Venezia, n. 1490 - Napoli, † 1562)
- Giovanni Mazzoni, presbitero e militare italiano (Chiassa Superiore, n. 1886 - Petropawlovka, † 1941)
- Giovanni Merlini, presbitero e missionario italiano (Spoleto, n. 1795 - Roma, † 1873)
- Giovanni Minozzi, presbitero italiano (Preta, n. 1884 - Roma, † 1959)
- Giovanni Minzoni, presbitero italiano (Ravenna, n. 1885 - Argenta, † 1923)
- Giovanni Moioli, presbitero e teologo italiano (Vimercate, n. 1931 - Vimercate, † 1984)

## N(3)
- Giovanni Nepomuceno, presbitero ceco (Nepomuk - Praga, † 1393)
- Giovanni Nervo, presbitero e partigiano italiano (Casalpusterlengo, n. 1918 - Sarmeola, † 2013)
- Giovan Battista Nicolosi, presbitero, geografo e cartografo italiano (Paternò, n. 1610 - Roma, † 1670)

## O(1)
- Giovanni Oldrati, presbitero italiano (Meda, n. 1100 - Milano, † 1159)

## P(5)
- Giano Pelusio, presbitero, umanista e poeta italiano (Crotone, n. 1520 - Roma, † 1600)
- Giovanni Gabriele Perboyre, presbitero e missionario francese (Montgesty, n. 1802 - Ou-Tchang-Fo, † 1840)
- Giovanni Perrone, presbitero e teologo italiano (Chieri, n. 1794 - Castel Gandolfo, † 1876)
- Giovanni Battista Piamarta, presbitero italiano (Brescia, n. 1841 - Remedello, † 1913)
- Giovanni Pietro Puricelli, presbitero e storico italiano (Gallarate, n. 1589 - Gallarate, † 1659)

## Q(2)
- Giovanni Quaini, presbitero e antifascista italiano (Salerano sul Lambro, n. 1880 - Spino d'Adda, † 1951)
- Giovanni Battista Quilici, presbitero italiano (Livorno, n. 1791 - Livorno, † 1844)

## R(7)
- Giovanni Antonio Ranza, presbitero e patriota italiano (Vercelli, n. 1741 - † 1801)
- Giovanni Francesco Régis, presbitero e gesuita francese (Fontcouverte, n. 1597 - Lalouvesc, † 1640)
- Giovanni Battista Rocca, presbitero, partigiano e inventore italiano (Rovagnate, n. 1891 - Esino Lario, † 1965)
- Giovanni Rossi, presbitero e scrittore italiano (San Lorenzo Maggiore, n. 1785 - Napoli, † 1867)
- Giovanni Rossi, presbitero italiano (Parigi, n. 1887 - Assisi, † 1975)
- Giovanni Maria Rossi, presbitero, compositore e musicista italiano (Milano, n. 1929 - Milano, † 2004)
- Giovanni Rovetta, presbitero e compositore italiano (Venezia - Venezia, † 1668)

## S(5)
- Giovanni Sarkander, presbitero boemo (Skoczów, n. 1576 - Olomouc, † 1620)
- Giovanni Schiavo, presbitero italiano (Montecchio Maggiore, n. 1903 - Caxias do Sul, † 1967)
- Giovanni Maria Scolarici, presbitero italiano (Piraino - Piraino, † 1544)
- Giovanni Soreth, presbitero francese (Caen - Angers, † 1471)
- Giovanni Stefani, presbitero, educatore e patriota italiano (Magasa, n. 1797 - Parigi, † 1880)

## T(3)
- Giovanni Tarantini, presbitero e archeologo italiano (Brindisi, n. 1805 - Brindisi, † 1889)
- Giovanni Francesco Tranquillo, presbitero e poeta italiano (Pizzo - Pizzo, † 1639)
- Giovanni Crisostomo Trombelli, presbitero e filologo italiano (Sant'Agata Bolognese, n. 1697 - Bologna, † 1784)

## V(2)
- Giovanni Vannucci, presbitero e teologo italiano (Pistoia, n. 1913 - Bagno a Ripoli, † 1984)
- Giovanni Verità, presbitero italiano (Modigliana, n. 1807 - Modigliana, † 1885)

## W(1)
- Giovanni Wall, presbitero e francescano inglese (Preston, n. 1620 - Worcester, † 1679)

## Z(1)
- Giovanni Battista Zannoni, presbitero, letterato e archeologo italiano (Firenze, n. 1774 - Firenze, † 1832)